# Mitti-Abborrtjärnen
Mitti-Abborrtjärnen är en sjö i Nordmalings kommun i Västerbotten och ingår i Hörnåns huvudavrinningsområde.